# ريان تيدير

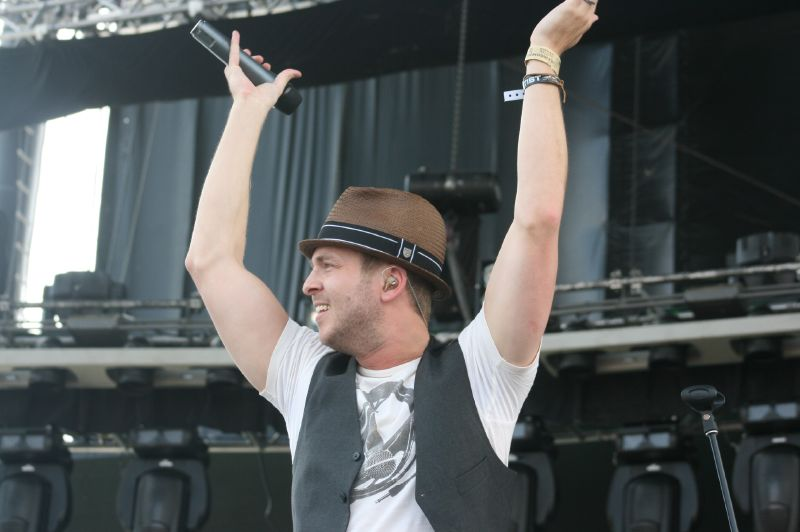
ريان تيدير

ريان بنجامين تيدير (بالإنجليزية: Ryan Benjamin Tedder)‏ وهو مغني وكاتب أغاني ومنتج وممثل أمريكي ولد في يوم 26 يونيو 1979 في مدينة تولسا، أوكلاهوما في الولايات المتحدة كان أحد أعضاء فرقة روك بوب الأمريكية ون ريبوبليك وثم عمل كمنتج وكاتب لأغاني لعديد من الفنانين المشهورين منهم أديل ومارون 5 وبيونسي وديمي لوفاتو وإيلي غولدنغ وبي أو بي وكيلي كلاركسون وكينان وكيري أندروود وجوردين سباركس وليونا لويس وون دايركشن وجيمس بلانت وفار إيست موفمينت وتايلور سويفت.

## روابط خارجية
- ريان تيدير على موقع IMDb (الإنجليزية)
- ريان تيدير على موقع ميتاكريتيك (الإنجليزية)
- ريان تيدير على موقع روتن توميتوز (الإنجليزية)
- ريان تيدير على موقع ألو سيني (الفرنسية)
- ريان تيدير على موقع ميوزك برينز (الإنجليزية)
- ريان تيدير على موقع رولينغ ستون (الإنجليزية)
- ريان تيدير على موقع أول ميوزيك (الإنجليزية)
- ريان تيدير على موقع ديسكوغز (الإنجليزية)
- ريان تيدير على موقع قاعدة بيانات الفيلم (الإنجليزية)